# Arrecina Tertulla
Arrecina Tertulla was een Romeinse vrouw die leefde in de eerste eeuw n.Chr. Ze was gehuwd met Titus.
Haar familie behoorde tot de Equites. Tertulla's vader was Marcus Arrecinus Clemens, die in 38 n.Chr. diende als praefectus praetorio onder keizer Caligula. Haar moeder heette waarschijnlijk Julia. Tertulla's broer Marcus Arrecinus Clemens diende als praefectus praetorio in 70 n.Chr. onder keizer Vespasianus. Er is een mogelijkheid dat Tertulla verwant was aan Vespasianus: zijn grootmoeder aan vaderszijde droeg namelijk eveneens de naam Tertulla.
De naam Tertulla is een bijnaam voor het vrouwelijk cognomen Tertia, dat derde dochter betekent.
Er is verder weinig bekend over Tertulla en haar familie. In 62 n.Chr. trouwde ze met de Titus, de oudste zoon van Vespasianus. Mogelijk betreft het een gearrangeerd huwelijk, geregeld door beide vaders. Het huwelijk was voordelig voor de politieke en militaire loopbaan van Titus; bovendien kreeg hij door het huwelijk meer financiële middelen tot zijn beschikking, hetgeen voor verlichting zorgde na het consulaat van zijn vader. Het huwelijk duurde echter niet lang, omdat ze na niet al te lange tijd overleed. Het huwelijk had geen kinderen voortgebracht. In 63 hertrouwde Titus met Marcia Furnilla.